# Petrocephalus sauvagii
Petrocephalus sauvagii es una especie de pez del género Petrocephalus, familia Mormyridae, orden Osteoglossiformes. Fue descrita científicamente por Boulenger en 1887.
Es una especie inofensiva para el ser humano.

## Descripción
La longitud total es de 17,5 centímetros.

## Distribución
Se distribuye por África: cuenca del río Congo y delta del Níger. Posiblemente en la franja costera de Nigeria.